# Chynna Phillips

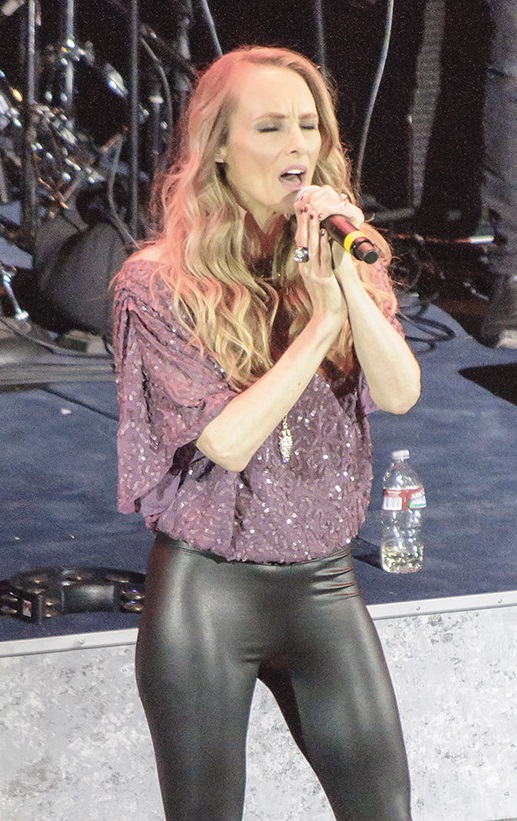
Chynna Phillips, 2013

Chynna Phillips (* 12. Februar 1968 in Los Angeles, Kalifornien) ist eine US-amerikanische Sängerin, Songwriterin und Schauspielerin. 

## Leben
Chynna Phillips ist die älteste Tochter von Michelle und John Phillips, die als Mitglieder der Musikgruppe The Mamas and the Papas berühmt wurden. Ihre Halbschwestern sind die Schauspielerinnen Mackenzie und Bijou Phillips. 
Eigene Bekanntheit erlangte Chyanna Phillips vor allem als Mitglied der dreiköpfigen Girlgroup Wilson Phillips, die Anfang der 1990er-Jahre eine Reihe von internationalen Hits verzeichnen konnte. Die anderen beiden Mitglieder von Wilson Phillips sind Carnie and Wendy Wilson, die Töchter von Brian Wilson. Mit Unterbrechungen treten Wilson Phillips bis in die Gegenwart auf. Neben ihrer Musikkarriere hatte Phillips Nebenrollen in mehreren Hollywood-Filmen wie Ist sie nicht wunderbar? und Brautalarm, auch spielte sie im Musikvideo zum Hit Into The Great Wide Open von Tom Petty & the Heartbreakers mit.
Chynna Phillips ist seit September 1995 mit dem Schauspieler William Baldwin verheiratet, mit dem sie drei Kinder hat (Jamison, Vance Alexander und Brooke Michelle).

## Filmografie (Auswahl)
- 1975: Little Boy Blue
- 1987: Ist sie nicht wunderbar? (Some Kind of Wonderful)
- 1988: Caddyshack II
- 1988: Unter fremden Sternen (Goodbye, Miss 4th of July, Fernsehfilm)
- 1989: Die letzte Chance (The Comeback, Fernsehfilm)
- 1989: Teen Lover (Say Anything...)
- 1989: Skandal in Palm Beach – Die Pulitzer-Story (Roxanne: The Prize Pulitzer, Fernsehfilm)
- 1991: Tom Petty and the Heartbreakers: Into the Great Wide Open (Musikvideo)
- 2003–2006: Danny Phantom (Fernsehserie, 4 Folgen, Stimme von Kitty)
- 2011: Brautalarm (Bridesmaids)
- 2021: Church People

## Auszeichnungen für Musikverkäufe
| Goldene Schallplatte - Australien - 1996: für die Single I Live For You |

| Land/RegionAuszeichnungen für Musikverkäufe (Land/Region, Auszeichnungen, Verkäufe, Quellen) | Gold  | Platin | Verkäufe | Quellen     |
| -------------------------------------------------------------------------------------------- | ----- | ------ | -------- | ----------- |
| Australien (ARIA)                                                                            | Gold1 | —      | 35.000   | aria.com.au |
| Insgesamt                                                                                    | Gold1 | —      |          |             |